# Roviano
Roviano è un comune italiano di 1 225 abitanti della città metropolitana di Roma Capitale nel Lazio.

## Geografia fisica

### Territorio

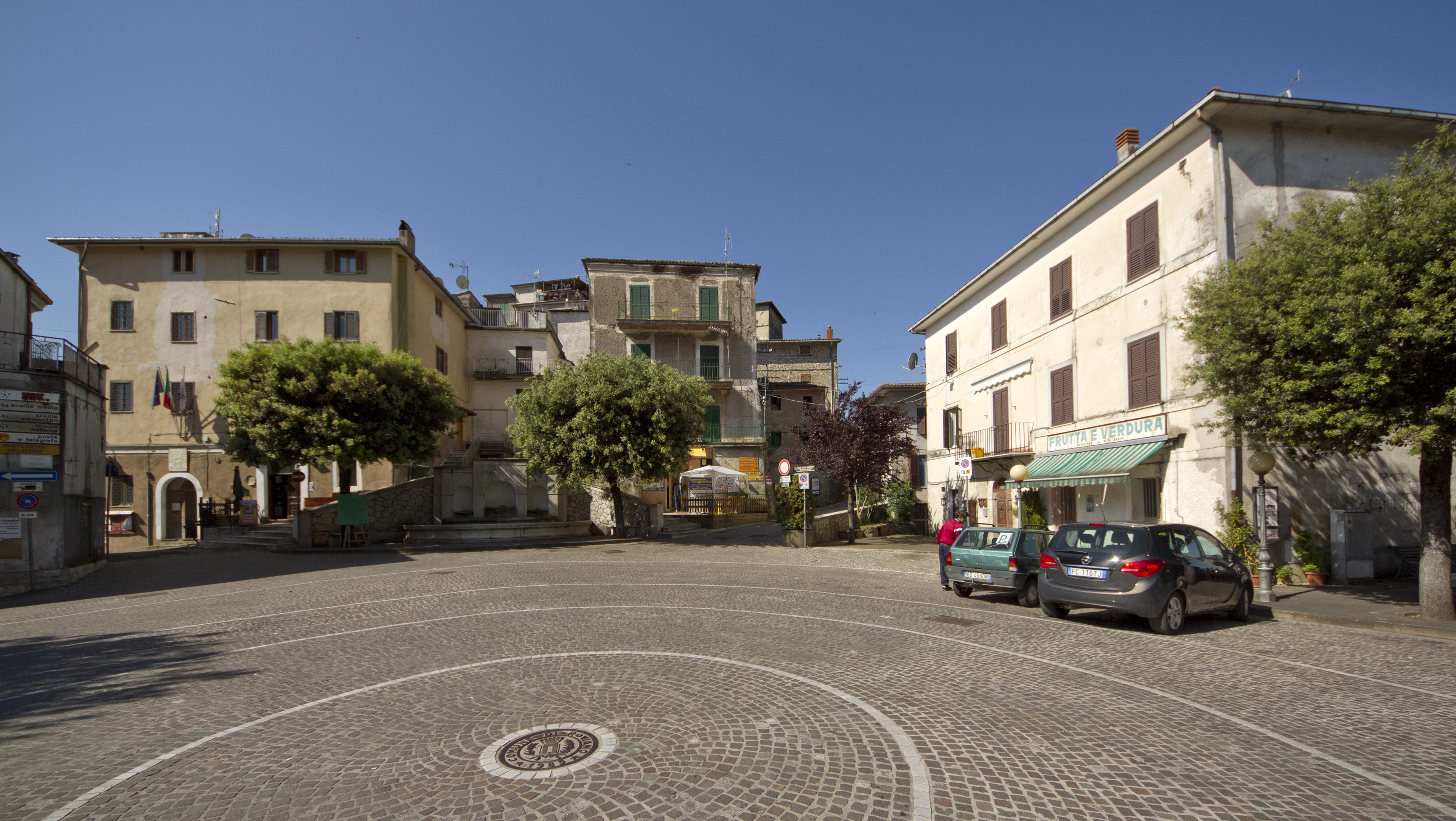
Piazza del paese

Il paese è arroccato su un monte in posizione dominante sull'alta valle dell'Aniene, vicino al confine geografico orientale del Lazio con l'Abruzzo.

### Clima
- Classificazione climatica: zona E, 2287 GR/G

## Storia
Nell'età Tardoantica insisteva nel territorio del Comune di Roviano la Statio Romana di Ad Lamnas costruita lungo la consolare Via Valeria che dal IV secolo a.C. attraversa il territorio comunale. Ad Lamnas è riportata anche sulla Tabula Peutingeriana. Nell'altomedioevo si trova nei documenti nella medesima posizione della statio la menzione della colonia seminaria. Dal IX al XII secolo fu possedimento dell'abbazia di Subiaco, successivamente ed almeno dalla fine del XIV secolo appare essere feudo di Landolfo della famiglia Colonna del ramo di Riofreddo, già titolare di una quota del feudo per eredità paterna, cui fu ceduta nel 1382 l’ottava parte dai signori di Canemorto (Orvinio). Ceduta nel secolo XVII ai Barberini che si estinsero nei Colonna di Sciarra fino all’eversione della feudalità.
Successivamente il castello ed i numerosi possedimenti baronali vennero acquistati dai Massimo (1872), signori del confinante Arsoli, che cedettero poi ai Brancaccio (1902) ed infine acquisito dal Comune (1979). Dal 1982 il titolo di principe di Roviano è tenuto dal primogenito della famiglia Massimo per eredità Brancaccio.
Nel 1656 il paese fu decimato dalla Peste.
Tra 1944 e il 1945 il paese fu scenario di una rappresagli nazista e di numerosi bombardamenti degli alleati.

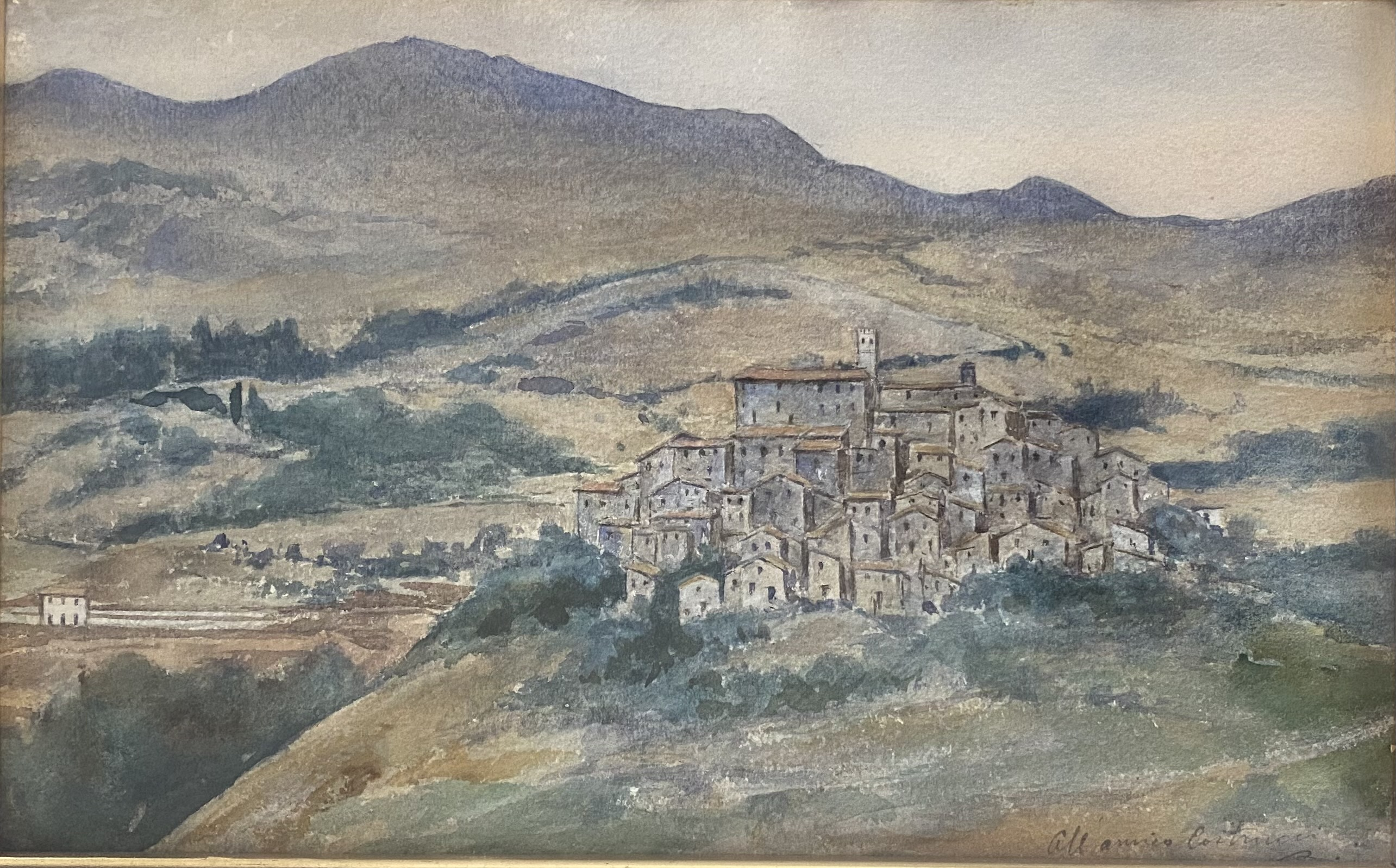
Roviano visto da Anticoli, 1898. Acquerello del pittore Enrico Nardi (1864-1947)

### Simboli
Lo stemma è stato riconosciuto con decreto ministeriale del 10 aprile 1890 e rappresenta in campo azzurro una colonna toscana d'argento, sormontata da una corona all'antica d'oro. Il gonfalone è un drappo di bianco.

## Monumenti e luoghi d'interesse

### Architetture religiose
- Chiesa di S. Giovanni Battista Decollato originaria del XIII secolo, fu ampliata a più riprese dal 1606 al 1709.
- Chiesa e Romitorio di S. Maria dell'Oliva - risalente all'867, forse edificata dai monaci basiliani operanti nella Valle. Situata presso il bivio d'ingresso al paese.
- Ex convento Omi,durante al seconda guerra mondiale fu adibito ad ospedale militare[12].

### Architetture civili
- Ponte Scutonico risalente al periodo repubblicano e fatto restaurare dall'imperatore Nerva nel 97 d.C. La Via Valeria vi attraversa l'Aniene.
- Porta Scaramuccia costruita nella seconda metà del XIV secolo. Il suo nome si deve ad una "scaramuccia" tra il popolo di Roviano ed il popolo di Arsoli per il controllo di alcune sorgenti nel territorio.
- Pischera, un'antica fontana costruita da Alfonso Colonna intorno alla prima metà del XVI secolo.

### Architetture militari
- Mura Poligonali risalenti alla fine della civiltà equa o al primo periodo dell'occupazione romana.
- Castello era in origine una rocca fortificata, costruita ad opera dell'Abazia di Subiaco. Nei secoli successivi ha conosciuto numerosi proprietari (in particolare i Colonna di Sciarra e i Brancaccio), ognuno dei quali ha apportato aggiunte e modifiche all'impianto originario della rocca.
- Rovianello o "Castrum Rubianelli", di epoca medievale, e distrutto da Muzio Colonna tra il 1585 e il 1590. È incerto se si trattasse di un borgo autonomo o dello stesso comune di Roviano di epoca medievale, abbandonato in seguito alle epidemie di peste.

## Società

### Evoluzione demografica
Abitanti censiti

### Tradizioni e folclore
- 17 gennaio Festa di Sant'Antonio Abate, con processione e a seguire benedizione degli animali.
- Venerdì Santo tradizionale processione per le strade del centro storico con marce funebri e il rimbombo delle catene che vengono indossate ai piedi di due uomini che portano pesanti croci.
- 13 giugno festività di Sant'Antonio da Padova tradizionale processione e distribuzione del pane benedetto
- 24/25/26 luglio pellegrinaggio al santuario della Santissima Trinità di Vallepietra dove vi è una nicchia in onore a Sant'Anna.
- 15 agosto Festa della Madonna dell'Assunta con processione per le vie del paese con al termine la tradizionale inchinata.
- 29 agosto: in onore della festa patronale, si svolge in serata la "panarda" ovvero una cena (pasta e fagioli) offerta alla cittadinanza dalla confraternita di San Giovanni.
- Seconda domenica di settembre Festa in onore al Santissimo Nome di Maria con processione per le vie del paese, spettacolo musicale e fuochi d'artificio.
- Secondo lunedì di settembre Festa in onore di san Fortunato[non chiaro] Martire con processione nel tardo pomeriggio per le vie del paese.
- Prima domenica di ottobre Festa della Madonna del Rosario con processione per le vie del paese nella mattinata.

## Cultura

### Istruzione

#### Musei
- Museo della civiltà contadina dell'alta valle dell'Aniene.

### Cucina
- I cuzzi: un tipo di pasta fatta con farina di grano e granturco, solitamente condita con sugo di pomodoro, aglio, olio e peperoncino.
- La ramiccia, una specie di spaghetto sottile il cui impasto si ottiene con acqua e farina. Era considerata la pasta della domenica.
- Il salavaticu: un tipo di frittella nel cui impasto si mettono foglioline di mentuccia romana.

### Eventi
- Ultimo fine settimana di agosto: Burning Hill Festival , festival musicale all'interno del parco "Boschetto" con Concerti e mostre artistiche, organizzato dalla Comunità Giovanile Roviano.

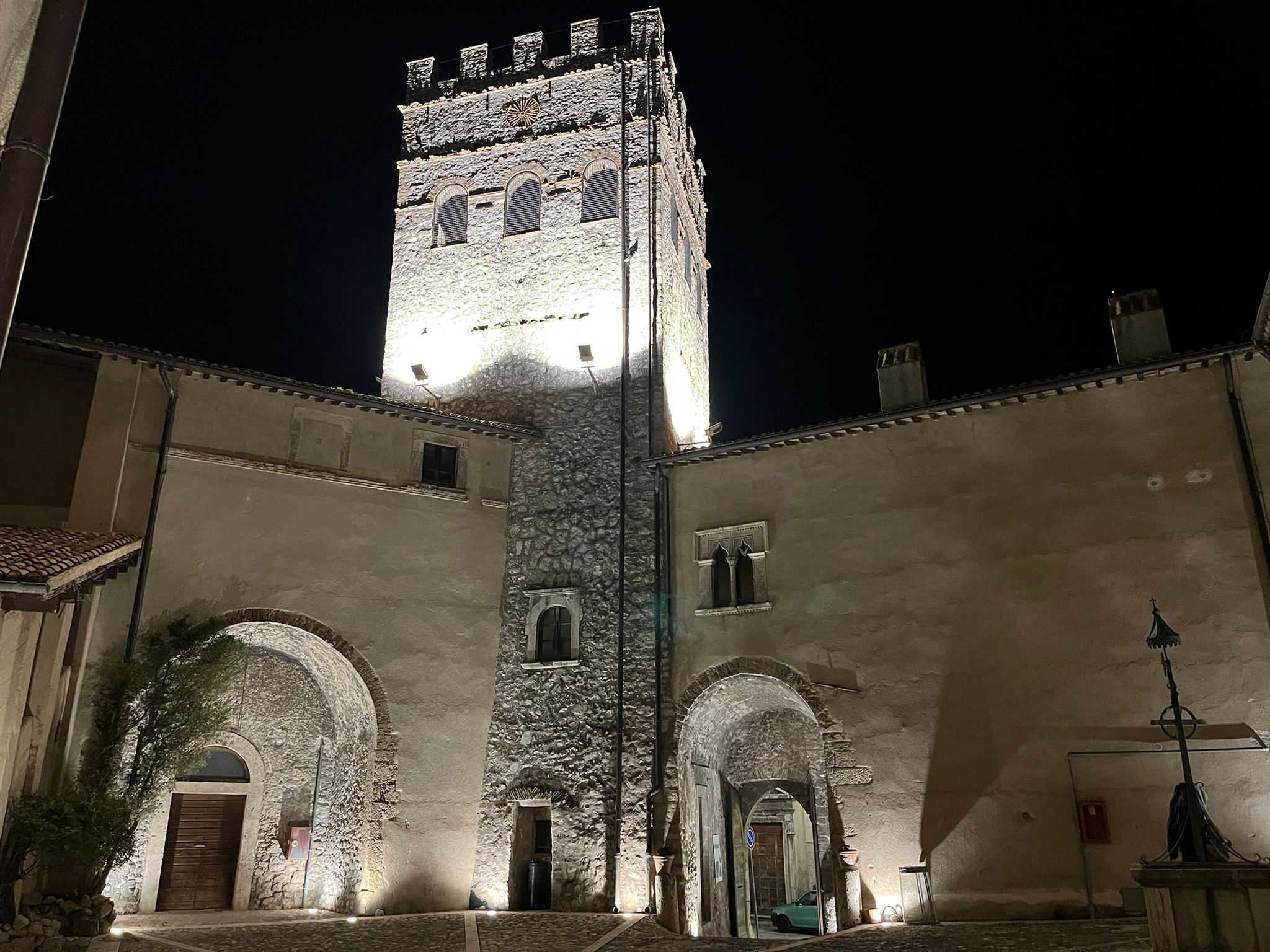
Il Castello Baronale sito nell'antico borgo di Roviano

- Il Castello Baronale sito nell'antico borgo di RovianoPrimo week end di ottobre: RovianoFotografia, contenitore dedicato alla fotografia aperto a tutti, amatori e professionisti, in cui si susseguiranno incontri, workshop e mostre tutte dedicate alla fotografia ed al cinema.

## Infrastrutture e trasporti

### Strade
Il suo territorio è attraversato in parte dall'Autostrada dei Parchi A24 Roma-Teramo. L'uscita che serve il paese è quella di Vicovaro-Mandela.

### Ferrovie
La ferrovia Roma-Pescara attraversa il comune di Roviano, servendolo con l'omonima stazione

## Amministrazione

### Altre informazioni amministrative
- Fa parte della Comunità montana dell'Aniene
- Il sindaco è Mattia Folgori eletto il 26 maggio 2019 con la lista civica "Roviano Punto e a Capo"

## Sport

### Calcio
Il club cittadino è l'ASD Roviano Football Club, militante in Seconda Categoria.